# Chauliogryllacris
Chauliogryllacris är ett släkte av insekter. Chauliogryllacris ingår i familjen Gryllacrididae.
Kladogram enligt Catalogue of Life:
| Chauliogryllacris | \| \| Chauliogryllacris exserta \| \| \| \| \| \| Chauliogryllacris grahami \| \| \| \| \| \| Chauliogryllacris lobata \| \| \| \| \| \| Chauliogryllacris nungeena \| \| \| \| |
|                   | \| \| Chauliogryllacris exserta \| \| \| \| \| \| Chauliogryllacris grahami \| \| \| \| \| \| Chauliogryllacris lobata \| \| \| \| \| \| Chauliogryllacris nungeena \| \| \| \| |
|                   | Chauliogryllacris exserta |
|                   | |
|                   | Chauliogryllacris grahami |
|                   | |
|                   | Chauliogryllacris lobata |
|                   | |
|                   | Chauliogryllacris nungeena |
|                   | |